# Multatuli
Eduard Douwes Dekker (Ámsterdam, 2 de marzo 1820 - Nieder-Ingelheim, 19 de febrero 1887) fue un escritor holandés conocido como Multatuli, que significa en latín 'mucho he sufrido' («multa tuli») y hace referencia a un famoso pasaje de las Tristia de Ovidio.
Trabajó como funcionario en las Indias Orientales Neerlandesas, actual Indonesia y su obra más famosa es Max Havelaar, que critica la explotación de la población local por las autoridades coloniales neerlandesas.

## Biografía
Douwes Dekker nació el 2 de marzo de 1820 en la calle Korsjespoortsteeg de Ámsterdam como  hijo de un capitán de barco mercante. Estudió el bachillerato clásico, pero empezó pronto a trabajar. En 1838 viajó a bordo del barco comandado por su padre a las Indias Orientales Neerlandesas, a cuya capital, Batavia, arribaron en 1839.
Pronto comenzó a brillar en su carrera como funcionario. En 1840 se le asignó un puesto subalterno en la Algemene Rekenkamer, pero ya en 1851 era assistent-resident de Ambon.
En 1843 se le nombró a controleur en el distrito de Natal, costa oeste de Sumatra. Allí hizo grandes planes para mejorar el puerto, pero estos produjeron un déficit contable, lo que le valió una seria reprimenda del gobernador de la costa oeste de Sumatra, el general Andreas Victor Michiels. Este lo motejó de "hombre sin honor", lo que hirió profundamente a Douwes.
En 1846 Douwes Dekker se casó con Tine, baronesa de Wijnbergen. Este matrimonio produjo un hijo (Edu, nacido en 1854) y una hija (Nonnie, nacida en 1857).
Douwes Dekker fue nombrado en 1856 asistente-residente de Lebak. Ese mismo año renunció a su puesto cuando el gobernador general Duymaer van Twist se negó a recibirle con relación a sus quejas sobre el regente (autoridad del interior) del distrito de Lebak. Tras su renuncia Douwes quedó sin empleo y viajó solo por Europa durante años (Holanda, Bélgica, Alemania y Francia, entre otros países). En 1859 Tine y los niños se reunieron con él en Europa.
En 1859 Dekker decidió dedicarse en adelante a la literatura, y en 1860 apareció su obra más conocida, Max Havelaar o las subastas de café de la Sociedad Comercial Holandesa, que publicó con el seudónimo ‘Multatuli’ (en latín ‘mucho he tolerado’ o 'mucho he sufrido'). Max Havelaar es un ataque directo a la administración colonial de las Indias Orientales Neerlandesas. En su libro, Dekker intentó exponer a la Humanidad todos los escándalos e injusticias que había observado en las Indias Orientales Neerlandesas. El público neerlandés reaccionó con ultraje y negándose a aceptar el testimonio, pero a pesar de ello el libro se convirtió en un éxito en toda Europa.
Multatuli continuó su carrera literaria publicando Geloofsbelijdenis (1861), que pese a su título (Cartas de amor), consiste en sátiras mordaces. 
Aunque el valor literario de la obra de Multatuli fue muy criticado, el escritor encontró un valioso e inesperado aliado en Carel Vosmaer. Continuó escribiendo prolíficamente, publicando sus diversas obras en volúmenes uniformes llamados Ideën, de los cuales aparecieron varios entre 1862 y 1877, uno de ellos con la novela Woutertje Pieterse.
Dekker cambió su domicilio de Holanda a Wiesbaden (Alemania), donde intentó varias veces escribir para el teatro. Una de sus obras, La escuela de los príncipes (publicada en 1875 en el cuarto volumen de Ideën), expresa sus ideas inconformistas sobre política, sociedad y religión. Más tarde se mudó a Nieder Ingelheim, junto al Rin, donde murió en 1887. Fue el primer holandés en ser cremado.
En 2002, la Maatschappij der Nederlandse Letterkunde (Sociedad de Literatura Holandesa) eligió a Multatuli el más grande escritor holandés de todos los tiempos. La Multatuli Genootschap (Sociedad Multatuli) tiene como objetivo dar a conocer a este autor y resaltar su vigencia actual. Administra el Museo Multatuli, ubicado en la casa natal del escritor. Su actual presidente es Cees Fasseur.

## Bibliografía (en neerlandés)

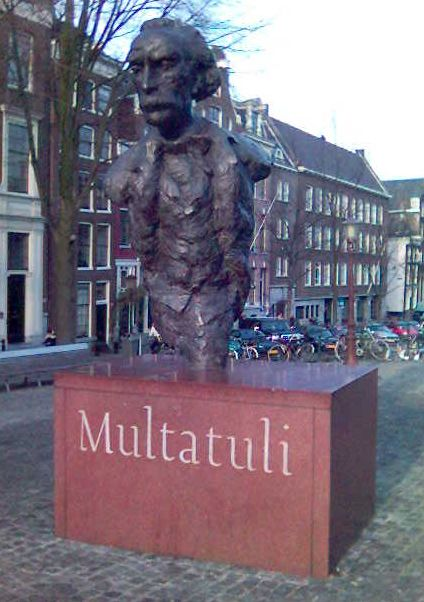
Estatua de Multatuli en la plaza Torensluis, junto al canal Singel de Ámsterdam, inaugurada por la reina Beatriz de Holanda en 1987; busto de Hans Bayens, inscripción de Gerrit Noordzij.